# Vita Heine
Vita Heine (Riga, Letònia, 21 de novembre de 1984) és una ciclista noruega, d'origen letó. Professional des del 2014 actualment milita a l'equip Massi Tactic.
Va participar en els Jocs Olímpics d'estiu de 2016, celebrats a Rio de Janeiro i ha guanyat el Campionat de Noruega de ciclisme en ruta en diverses ocasions.
Heine va competir per Letònia a la cursa de carretera femenina de l'UCI 2013 a Florència. Va obtenir la ciutadania noruega l'1 de juliol de 2014 i es va unir a Team Hitec Products, amb seu a Noruega, l'1 de setembre de 2014. L'any 2020 va fitxar per l'equip Massi Tactic UCI Women's Team, junt amb l'eslovena Spela Kern, la neerlandesa Maaike Coljé, la britànica Emma Grant i la canadenca Olivia Baril. El 2021 va guanyar la Copa d'Espanya.

## Palmarès[8]
- 2016
  -  Campiona de Noruega en ruta
  -  Campiona de Noruega en contrarellotge
  - 1a al NEA i vencedora de 2 etapes
  - 1a al KZN Summers Series Race - Queen Nandi Challenge
  - 1a al KZN Summers Series Race - Queen Sibiya Classic
- 2017
  -  Campiona de Noruega en ruta
  -  Campiona de Noruega en contrarellotge
- 2018
  -  Campiona de Noruega en ruta
- 2019
  -  Campiona de Noruega en contrarellotge
  - 1r a la Chrono champenois
  - 1r al Tour de Feminin-O cenu Českého Švýcarska i vencedor d'una etapa
  - Vencedora d'una etapa de la Volta a Turíngia
- 2021
  -  Campiona de Noruega en ruta